# František Schulz
František Schulz (Praga, 29 novembre 1909 – 6 febbraio 1944) è stato un pallanuotista cecoslovacco, di origine ebraica, che ha partecipato ai Giochi di Amsterdam 1928.
Ha concluso la sua carriera sportiva nel 1938.
Morì nel 1944 in circostanze poco chiare dopo aver vissuto per qualche tempo nel campo di concentramento di Terezín.